# Каб'яте
Каб'яте (італ. Cabiate) — муніципалітет в Італії, у регіоні Ломбардія, провінція Комо.
Каб'яте розташований на відстані близько 500 км на північний захід від Рима, 23 км на північ від Мілана, 18 км на південь від Комо.
Населення — 7549 осіб (2014).
Щорічний фестиваль відбувається 8 вересня. Покровитель — San Luigi Gonzaga.

## Демографія
Населення за роками:

Станом на 1 січня 2023 року в муніципалітеті офіційно проживало 526 іноземців з 50 країн, серед них 113 громадян країн Євросоюзу та 28 громадян України.

## Сусідні муніципалітети
- Лентате-суль-Севезо
- Маріано-Коменсе
- Меда
- Сереньо